# Kroda
Kroda (укр. Крода) — український паган-фолк і блек-метал гурт, заснований у 2003 році. Тематика текстів — природа, язичництво, історія.

## Назва гурту
Попри твердження, що «крода» — давньоукраїнське слово, яке означало «дим похоронного вогнища», Словник Давньоруської мови І. І. Срезнівського не свідчить цього слова.

## Історія гурту

### 2003
Український гурт Крода був заснований у березні 2003 двома музиками, що уже мали досвід участі в низці інших проектів. Назва взята із давньоруської мови і означає «вогонь поховального багаття». За переказами, коли спалювали тіла воїнів, їх душі відносились із димом до Небесних Чертогів Богів. Дим цей був деяким провідником до Рода. Також «Крода» на санскриті означає гнів, лють. Таким чином, сенс назви якнайточніше розкриває концепцію гурту. З травня по жовтень цього ж року записаний дебютний альбом «Поплач мені, річко…».

### 2004
Видання касетного варіанту навесні на Rarog Productions. В основі матеріалу — мелодійний, хоч і доволі прямолінійний блек-метал з гармонійними вплетеннями народних інструментів, а також під деяким впливом класичного дез-металу шведської школи. І, незважаючи на дещо «неживе» звучання, цей дебют уже став деякою мірою культовим. Протягом літа гурт записав міні-альбом «Легенда: Мак Цвіте». «Поплач мені, річко…» був виданий німецьким лейблом Hammermark Art на CD в кінці року.

### 2005
Видання концептуального міні-альбому «Легенда: Мак цвіте» сплітом з Опричь. Цей реліз не тільки закріпив успіх дебютного альбому, а й відкрив нові музичні здібності команди, представивши слухачам крім уже традиційного folk/black metal атмосферні ембієнтальні пасажі. З січня по квітень був записаний новий повноформат, що отримав назву «До небокраю життя…» і був виданий на Ancient Nation, спершу на касетах, а згодом і у CD варіанті. Альбом також був виданий на Hammermark Art. Матеріал альбому ясно свідчив про величезний обсяг роботи, проведеної з часів дебютника, що дало змогу зробити такий суттєвий крок вперед. Звук став більш потужним та тяжким, композиції — структурно більш розвиненими, а також незабутнього колориту додавала палітра народних інструментів, до якої цього разу долучились дримба та трембіта.
«Поплач мені, річко…» перевидають Patriot Productions.

### 2006
Для спліта з групою Велимор був записаний міні-альбом «Молотом Духу та Єдністю Крові», і виданий на Stellar Winter. Міник Кроди включав також кавер на Burzum (Jesus Tod), який по праву вважається однією з найкращих інтерпретацій спадщини Варга Вікернеса. Але головним достоїнством реліза поза сумнівом є заголовний трек — маніфест Слов'янської Єдності виконаний спільно з Велимор. Початі роботи над новим полноформатником «Похорон Сонця».

### 2007
Запис третього альбому закінчений, і «Похорон Сонця» був виданий на Hammermark Art. Цей реліз став найбільш лютим і морозним, володіючи при цьому абсолютно унікальною мелодикою, яка співзвучна лише з ревом лютої сніжної бурі.
Спільними зусиллями Hammermark Art і Neue Aestethic "Поплач мені, Річко… " видають на вінілі. Відбувається набір сесійних музикантів для концертного складу гурту:
- Айзенслав (Огнеслов[3]) — вокал, дримба, трембіта, ріг
- Вітерзгір — гітара, вокал, сопілка, окарина, дримба, трембіта, ріг, перкусія
- Беральб — бас-гітара
- Сережень — гітара, акустична гітара
- Ольгерд — клавішні
- Альгізтир — ударні

У серпні, на фестивалі «Сварогово Коло ІІ» в Севастополі (разом із Реанимация, Чур, Svarga, Hagl, Ruina, Thunderkraft Крода дає свій перший виступ. Восени група працює над експериментальним міні-альбомом «Сокіл Серед Скель». У грудні Крода бере участь в культовому фестивалі «Коловорот» в Харкові спільно з Reusmarkt, Темнозорь і Nokturnal Mortum.

### 2008
У березні група бере участь у фестивалі Black Metal Union, де відбувається запис концертного альбому «Live in Lemberg», а також запис відео для DVD «П'ять вогняніх Років». Також Крода дає сольний концерт в Луцьку, грає на фестивалі «Похорони Зими» в Москві спільно з Бастион, Опричь, Небокрай і Djur. Сесійний драммер Tur змінює AlgizTyr'а, після чого проходять концерти в Хмельницькому 18 серпня, і в Празі у вересні. Лімітована аудіо-версія концертника «Live in Lemberg» видана зусиллями Hammermark Art. Впродовж всього цього часу також ведеться зйомка матеріалу для DVD «П'ять вогняніх Років», йде активна робота по монтажу DVD. Впродовж жовтня-листопада проходить запис CD частини «П'ять вогняніх Років» повним концертним складом. Грудень — участь у фестивалі «Коловорот» спільно з Темнозорь, Велимор і М8Л8ТХ.

### 2009
Видання на вінілі «До Небокраю Жіття». У лютому Крода відправляється в міні-тур по Фінляндії спільно з Темнозорь. Навесні закінчені всі роботи над CD і DVD «П'ять вогняніх Років», проте видання релізу неодноразово затримується. В період кінця літа — початку осені проходять зйомки відеокліпів для DVD «Мороки Птахів». Восени Hammermark Art нарешті видає «П'ять полум'яних Років». В день зимового сонцестояння також побачило світло лімітований тираж DVD «Мороки Птахів».

### 2010
Польський андерграундний лейбл Werewolf Promotion видає касетні версії «Похорону Сонця», «Легенда: Мак Цвіте», «Молотом Духу та Єдністю Крові» і концертник «Live in Lemberg». У лютому на фестивалі Metal Point в Хмельницькому відбувається презентація відеокліпа «Мороки Птахів». Склад групи міняється, але імена не розголошуються. Група міняє видаючий лейбл на Purity Through Fire, на якому перевидається ювілейний реліз «П'ять полум'яних Років» в новому оформленні. У серпні Крода в оновленому складі починає запис нового альбому, що отримав назву «Чорнотроп», або «Schwarzpfad», в українській і німецьких версіях відповідно.

### 2011
Відновлюється концертна діяльність. 20 лютого Kroda виступає на Metal Point Fest разом із гуртом Волот (заявлені Negură Bunget не з'явилися). Відеозапис можна переглянути тут [Архівовано 12 вересня 2011 у Wayback Machine.].
У літнє сонцестояння гурт видав свій четвертий повноформатний альбом — «Чорнотроп» (за кордоном відомий як «Schwarzpfad»). На диску присутня мультимедійна частина — відеокліп «Kalte Aurora» (доступний до перегляду тут [Архівовано 11 лютого 2017 у Wayback Machine.]).
22 червня — виступ у Польщі, Забже, разом із North, Saltus, Biały Viteź («Noc Kupały w Wiatrak»).
23 червня — виступ у Чехії, Брно, разом із Asgard та Sezarbil («HelCarpathian Black Metal»).
Видання «Похорон Сонця» на вінілі. Також відбувається перевидання digi-cd «Похорон Сонця» в новому оформленні на Purity Through Fire
18 грудня — виступ в Києві на фестивалі «Oskorei» разом з Khors, Dub Buk, Reusmarkt, Vendogard.
Відеозапис тут [Архівовано 28 квітня 2012 у Wayback Machine.].

### 2012
16 березня — виступ в Білорусі, Мінськ разом з Cruachan, Стары Ольса.
Відеозапис тут [Архівовано 28 квітня 2012 у Wayback Machine.].Фотозвіт тут [Архівовано 28 квітня 2012 у Wayback Machine.].
14 квітня — виступ в Росії, Москва на Hexenhammer Fest (КРОДА, NAVJARMAAHR + спеціальні гості з Сілезії, Тюрингії і Твері). КРОДА, вперше за всю свою концертну історію, представляла нову велику півторагодинну програму, яка містила у собі недавній матеріал альбому «Schwarzpfad/Чорнотроп», кавери та старі, ніколи ще не виконувані вживу, пісні. Фотозвіт тут [Архівовано 13 серпня 2013 у Wayback Machine.].
«Поплач мені, річко…» та «До небокраю життя…» перевидають на Purity Through Fire в новому оформленні.
Улітку Крода вирушила в Ragnarok tour 2012 по Європі.
23 червня — концерт в Литві, Варняй на Kilkim Zaibu festival. Відеозвіт тут [Архівовано 13 серпня 2013 у Wayback Machine.].
26 червня — концерт в Угорщині, Будапешт на Elite Campf Propaganda.
29 червня — концерт в Чехії, Брно, на Hell Fast Attack Фотозвіт тут [Архівовано 13 серпня 2013 у Wayback Machine.].
Ведеться активна робота над «HelCarpathian Black Metal — Heil Ragnarok: Live under Hexenhammer.» Live album CD + DVD.
29 листопада — Live album CD — Heil Ragnarok: Live under Hexenhammer став першим офіційним інтернет-релізом Кроди, який можна послухати тут [Архівовано 20 квітня 2013 у Wayback Machine.]

### 2013
Видані касетні версії Чорнотропу на польському Werwolf Promotion и лімітована до 66 копій касета в DVD-боксі з футболкою від Hammerbolt / Purity Through Fire. Готується до видання вініл Чорнотропу на Purity Through Fire і там же — довипуск тиражу діджіпаку Чорнотропу.
Йде робота над DVD Live Under Hexenhammer: Heil Ragnarok!
4 жовтня вийшла компіляція з раніше невиданого матеріалу "Varulven" слухати та безкоштовно завантажити тут [Архівовано 22 травня 2014 у Wayback Machine.]

### 2014
Відбулося вливання свіжої крові — це нові учасники Кроди: Khladogard, Clin, One Of Thorns раніше відомі діяльністю в Stryvigor та Reusmarkt. В роботі на різній стадії знаходяться одночасно три нових альбоми. Йде студійна та репетиційна робота над ними та новою концертною програмою.
В грудні четвертий студійний альбом гурту «Чорнотроп» видається на вінілі на Purity Through Fire.
21 грудня — Kroda виступає в Києві на фестивалі «Oskorei» разом з Svarga, Somnia, Stryvigor, Kaosophia, Daemonium, Beskyd. Відеозвіт тут [Архівовано 22 лютого 2016 у Wayback Machine.]

### 2015
У Вальпургієву ніч (31 травня 2015 р.) на Purity Through Fire побачив світ п'ятий повноформатний альбом гурту GinnungaGap-GinnungaGaldr-GinnungaKaos. Ведеться робота над новим альбомом гурту «Навій Схрон».
31 жовтня на Purity Through Fire вийшов новий повноформатний альбом «Навій Схрон».

### 2016
Kroda виступила у Львові з трьохгодинною програмою на сольному концерті — Live in Lemberg II - Kalte Aurora. До видання готуються лайв-альбом та DVD Kalte Aurora. Компіляція Varulven та альбом GinnungaGap-GinnungaGaldr-GinnungaKaos видаються на вінілі на Purity Through Fire.
- 20 травня — концерт у Фінляндії на Steelfest Open Air.
- 1 липня — концерт в Чехії, Брно на Hell Fast Attack.
- 24 липня — концерт у Франції на Ragnard Rock Festival.

У жовтні на Purity Through Fire виходять касетні версії Kroda «Ginnungagap Ginnungagaldr Ginnungakaos» та «Навій Схрон». 
31 жовтня 2016 — на Самхайн відбувся цифровий реліз KRODA «Kalte Aurora — Live in Lemberg II». Це двохгодинний живий альбом, записаний під час концерту-ритуалу 23 січня 2016 року у Львові.
3 грудня — концерт в Латвії на Vilkų Žiema.
18 грудня — концерт в Україні на Asgardsrei V

### 2017
23 січня 2017 — на Purity Through Fire вийшов трьохдисковий діджіпак KRODA «Kalte Aurora — Live in Lemberg II»
Ведеться робота над новим альбомом гурту «Selbstwelt».

### 2018
23 січня 2018 Purity Through Fire випустив лімітований бокс (99 копій) «Kalte Aurora — Live in Lemberg II» Переглянути тут
3 березня — концерт у Франції разом з Nokturnal Mortum, Темнозорь, Nokturnal Depresion на Call of Terror.
21 квітня — Kroda виступає в Києві на фестивалі «Holy Deat Over Kiev V». Відеозвіт тут [Архівовано 22 лютого 2016 у Wayback Machine.]
У Вальпургієву ніч (31 травня 2018 р.) на Purity Through Fire побачив світ сьомий повноформатний альбом гурту Selbstwelt.

## Колишні учасники гурту
- Вітерзгір — бек вокал, гітара, сопілка, трембіта, дримба

### Колишні сесійні
- Сережень — гітара
- Беральб — бас-гітара
- Тур — ударні
- АлгізТир — ударні
- Юрій Круп'як — гітара

## Дискографія

### Дискографія
| Назва | Лейбл                                                               | Рік виходу |
| --- | ------------------------------------------------------------------- | ---------- |
| Поплач мені, Річко… (аудіокасета) | -                                                                   | 2003       |
| Поплач мені, Річко… (перевидання на CD та вінілі) (http://kroda.bandcamp.com/album/cry-me-river)                                                                         | [недоступне посилання з червня 2019] Hammermark Art, Patriot Prods. | 2004       |
| До небокраю життя (http://kroda.bandcamp.com/album/towards-the-firmaments-verge-of-life)                                                                                 | [недоступне посилання з лютого 2019] Hammermark Art, Ancient Nation | 2005       |
| Fimbulvinter (Похорон Сонця)(http://kroda.bandcamp.com/album/fimbulvinter [Архівовано 23 травня 2014 у Wayback Machine.])                                                | Hammermark Art                                                      | 2007       |
| Live in Lemberg (http://kroda.bandcamp.com/album/live-in-lemberg) | [недоступне посилання з червня 2019] Hammermark Art                 | 2008       |
| Fünf Jahre Kulturkampf(http://kroda.bandcamp.com/album/f-nf-jahre-kulturkampf)                                                                                           | [недоступне посилання з лютого 2019] Hammermark Art                 | 2009       |
| Ghosts Of Birds (DVD) | Hammermark Art                                                      | 2010       |
| Schwarzpfad (Чорнотроп) (CD) (http://kroda.bandcamp.com/album/schwarzpfad)                                                                                               | [недоступне посилання з лютого 2019] Purity-Through-Fire            | 2011       |
| Heil Ragnarok: Live under Hexenhammer (http://kroda.bandcamp.com/album/live-under-hexenhammer-heil-ragnarok)                                                             | [недоступне посилання з лютого 2019] інтернет-реліз                 | 2012       |
| Varulven (compilation) (http://kroda.bandcamp.com/album/varulven-compilation [Архівовано 22 травня 2014 у Wayback Machine.])                                             | Purity-Through-Fire                                                 | 2013       |
| GinnungaGap-GinnungaGaldr-GinnungaKaos (CD) (http://kroda.bandcamp.com/album/ginnungagap-ginnungagaldr-ginnungakaos)                                                     | [недоступне посилання з лютого 2019] Purity-Through-Fire            | 2015       |
| Naviy Skhron (CD) (http://kroda.bandcamp.com/album/navij-skhron) | [недоступне посилання з червня 2019] Purity Through Fire            | 2015       |
| Kalte Aurora - Live in Lemberg II (CD) (http://kroda.bandcamp.com/album/kalte-aurora-live-in-lemberg-ii-ambient-prologue [Архівовано 1 вересня 2018 у Wayback Machine.]) | Purity Through Fire                                                 | 2017       |
| Selbstwelt (CD) (http://kroda.bandcamp.com/album/selbstwelt [Архівовано 29 травня 2018 у Wayback Machine.])                                                              | Purity Through Fire                                                 | 2018       |

### Спліти з іншими виконавцями
| Назва                                           | Лейбл                  | Рік виходу |
| ----------------------------------------------- | ---------------------- | ---------- |
| Легенда (Мак Цвіте) (спліт з Опричь)            | Stellar Winter Records | 2004       |
| Молотом Духу Та Єдністю Крові (спліт з Велимор) | Stellar Winter Records | 2006       |